# Bebi Dol
Bebi Dol o Baby Doll, pseudonimo di Dragana Šarić (Belgrado, 2 ottobre 1962), è una cantante serba.

## Biografia
Bebi Dol (nei caratteri cirillici dell'alfabeto serbo: Беби Дол; spelling fonetico in lingua serba dell'inglese Baby Doll) è principalmente una cantante pop rock, ma con ampio spazio ad una variegata commistione di altri stili (disco, dance, blues, r'n'b), tra cui spiccano le sperimentazioni arabeggianti dei primi anni di carriera, le interpretazioni jazz della metà degli anni ottanta (periodo durante il quale è stata spesso a Roma, dove, tra l'altro, ha tenuto proprio un concerto jazz in piazza di Spagna) e la recente propensione per le ballad romantiche, tra cui non si può non ricordare la cover Pokloni se, adattamento, da lei realizzato, in lingua serba, del brano Take a Bow, scritto e portato al successo dalla cantante statunitense Madonna, insieme a Babyface.

### Gli anni settanta: le prime esperienze musicali all'interno dei gruppi Tarkus e Annoda Rouge
Figlia d'arte, nata a Belgrado, con il vero nome di Dragana Šarić (nei caratteri cirillici dell'alfabeto serbo: Драгана Шарић), da una famiglia di musicisti (suo padre, Milenko, era un musicista jazz), inizia la sua carriera musicale alla fine degli anni settanta, all'interno di una band chiamata Tarkus. Tempo dopo, si unisce a Goran Vejvoda e Ivan Vdović, formando il gruppo degli Annoda Rouge, che ha però vita breve e si scioglierà senza aver mai pubblicato nessun disco ufficiale.

### Gli anni ottanta: la carriera solista, il successo immediato con il primo singoloMustafae l'album di debuttoRuže i krv
In séguito, si volge alla carriera solista, raggiungendo sùbito un grande successo. Insieme al citato Vejvoda, pubblica il suo primo 45 giri, un singolo a doppio lato A, con Mustafa / Na planeti uzdaha, per una delle principali case discografiche locali, la PGP RTB, che immediatamente la catapulta al centro dell'attenzione. Il lato A, Mustafa, un brano storico, considerato un vero e proprio classico evergreen in Serbia e in tutti i paesi della ex-Iugoslavia, caratterizzato dalle sue originali sonorità arabe (di cui Bebi Dol è innamorata, tanto che lavorerà poi in Egitto, per alcuni anni, come cantante per un grande albergo, nonostante la popolarità acquisita nel frattempo nella madrepatria), viene eletto «disco dell'anno» nel 1980, e, sempre nel 1980, Bebi Dol riceve anche l'award serbo come «miglior debuttante» (corrispondente, per esempio, al «Best Newcomer» dei Brit Awards).
Incoraggiata da questo fulmineo successo, la cantante inizia a lavorare al suo primo long playing, che viene pubblicato nel 1983 con il titolo Ruže i krv (Rose e sangue). Anche questo suo primo lavoro a 33 giri ottiene il corrispondente award («miglior album di debutto dell'anno»), e le porta ulteriore popolarità, ricevendo delle recensioni entusiaste e un'accoglienza commerciale straordinariamente positiva. Oltre alla famosissima Mustafa, altre tracce tratte dall'album ottengono grande successo, prima su tutte Rudi: mai uscita dal suo repertorio live e studio, con numerosi remix successivi - tra cui Rudi (Se budi), nota anche in Italia, più di dieci anni dopo - con questa canzone, Bebi Dol arriva terza al Festival Nazionale Iugoslavo di quello stesso 1983 (il cui vincitore acquisisce il diritto di rappresentare la Iugoslavia all'Eurovision Song Contest). Altri brani noti, inclusi sul primo album, sono la title track Ruže i krv e Lapis lazzuli, accompagnata da un videoclip spettacolare, in pieno stile anni ottanta.
A questo punto, Bebi Dol prende una decisione piuttosto curiosa, considerando l'enorme popolarità di cui gode nella natìa Iugoslavia, ma giustificata dal suo amore per la musica araba in particolare e per il mondo arabo più in generale, nonché dalla vantaggiosa offerta economica che le viene fatta, ed accetta di trascorrere il periodo tra 1984 e 1986 in Egitto, dove ricopre il ruolo di cantante-intrattenitrice ufficiale per l'Hotel Sheraton, nella capitale Il Cairo.
Nel 1986, ritorna in patria, vincendo il primo premio al MESAM, il Festival Musicale di Belgrado, con il brano Inšalah, nuovamente ispirata alla cultura araba, musicalmente simile alla sua prima hit, Mustafa. Nel 1987, Bebi Dol prende parte per la seconda volta all'Eurovision, con la canzone Zrno nežnosti («Perla di cortesia»), arrivando al quarto posto. L'anno seguente, finisce al terzo posto con Zatvori mama prozore («Chiudi le finestre, mamma»). Nel 1988, partecipa di nuovo anche al MESAM, con il pezzo intitolato Slatke suze ljubavi («Dolci lacrime d'amore»), arrivando seconda. Nel 1989, ancora al MESAM, la cantante si classifica al terzo posto, con una ballata intitolata Kad sreća odlazi («Quando la felicità se n'è andata via»). La giuria, però, decreta la canzone come migliore del festival, conferendole il premio speciale della critica.

### Gli anni novanta, l'Eurofestival, il trionfo iugoslavo conBrazile il secondo albumRitam srca
Nel 1990 la cantante ritorna nuovamente al MESAM, ma stavolta non va oltre il decimo posto. Nel 1991, invece, Bebi Dol vince finalmente il Festival Nazionale Iugoslavo, guadagnandosi il diritto di rappresentare la Iugoslavia all'Eurovision Song Contest, che quell'anno (presentato da Toto Cutugno e Gigliola Cinquetti) si svolge in Italia, a Roma, e, tra l'altro, prevede che ciascuno dei concorrenti renda omaggio alla musica italiana, con una breve clip, cantata appunto in lingua italiana. All'artista serba viene assegnato qualche verso di Non ho l'età, proprio della stessa Cinquetti, che la canta pochi minuti prima come sigla iniziale. Spetta infatti proprio a Bebi Dol aprire la rassegna, a cui partecipa con la prima versione del brano intitolato Brazil - di cui realizzerà poi diversi remix, tra cui quello del 1995, Brazil (Bum bum bum, je je je), noto anche in Italia. Il brano guadagna soltanto un punto durante la serata, classificandosi al penultimo posto (21 su 22 partecipanti in totale), il che, visto l'indubbio valore intrinseco della canzone, viene interpretato come una reazione alla situazione politica da poco creatasi nella federazione slava, dove, all'epoca, la guerra civile stava spaccando un paese che, di fatto, oggi non esiste più in quanto tale. Brazil rimane, tra l'altro, una delle sue canzoni più conosciute ed amate in assoluto nella madrepatria, dove diventerà un enorme successo, al rientro della cantante dalla trasferta italiana, e all'estero, dove il copyright verrà ceduto all'Italia, alla Grecia, al Belgio, ai Paesi Bassi e al Lussemburgo.
Dopo di che, Bebi Dol resta in disparte per circa quattro anni, ritornando sulle scene nel 1995, con il suo attesissimo secondo album, Ritam srca («Il ritmo del cuore»), che, sulla scia della protratta notorietà di Brazil, arriva d'importazione anche in Italia, dove conosce un periodo di relativa fama, nel 1999, grazie ai circuiti underground che passano i brani del disco a rotazione continua. Il lavoro comprende 9 tracce, tra pezzi già editi e inediti scelti per l'occasione, tendenti al pop rock, alla dance e alla disco, tra cui il pezzo intitolato Slatke suze ljubavi, con cui aveva partecipato al MESAM nel 1988, e una nuova versione di Brazil, diversa da quella originale presentata all'Eurofestival - è proprio questo nuovo remix, intitolato Brazil (Bum bum bum, je je je), a diventare un successo di nicchia in Italia. Due i momenti più significativi dell'album: la citata cover di Take a Bow di Madonna, che diventa Pokloni se nella versione serba (che ha lo stesso significato dell'originale, «Fai un inchino»), e un'altra cover, anche questa adattata in lingua slava, del classico Over the Rainbow, tradotta letteralmente in Iznad duge («Oltre l'arcobaleno»), posta in chiusura (di tutta l'edizione in CD e del lato 1 dell'edizione in MC). Ritam srca ottiene un successo enorme all'epoca, in Serbia e in tutti i paesi della ex-Iugoslavia, nonostante la federazione di fatto non esistesse già più, e nonostante la nascita dei diversi mercati musicali indipendenti (croato, sloveno, macedone, bosniaco), che non lasciano spazio che ai propri artisti. Il lavoro gode di una certa popolarità anche nei paesi del Benelux e in quelli dell'Europa centrale. Dopo questo straordinario nuovo successo, nella seconda parte degli anni novanta, l'artista si ritira nuovamente, trascorrendo un secondo, più lungo periodo di inattività, interrotto soltanto all'inizio del nuovo millennio.

### Il nuovo millennio, il terzo albumLjuta same la più recente raccolta di cover
Nel 2002, Bebi Dol pubblica il suo terzo album, intitolato Ljuta sam («Sono arrabbiata»). Il disco delude però le aspettative e non riscuote molto successo, stroncato dalla critica, che premia soltanto l'eccellente qualità della produzione, e ignorato dal pubblico. Soltanto un paio di tracce vengono occasionalmente trasmesse dalle radio: Krv, sreća, suze i znoj («Sangue, felicità, lacrime e sudore») e Smejem se («Rido»). Nel 2003, Bebi Dol partecipa al Festival Beovizija, arrivando in semifinale, con la canzone Tvrdoglava («Testarda»). A dicembre del 2006, pubblica un intero album di cover, intitolato in serbo Čovek rado izvan sebe živi e in inglese It's a Man's Man's Man's World (che veicolano entrambi il significato di «È un mondo maschilista»). Il lavoro comprende re-interpretazioni di classici internazionali, cantati in inglese, quali Help!, Papa's Got a Brand New Bag, Moon River e una bella versione di Lush Life (di Billy Strayhorn). In una recente compilation, uscita in Italia alla fine del 2007, pubblicizzata anche in TV, è possibile udire un breve estratto di Baby Love, un vecchio successo cantato proprio da Bebi Dol, ed inserito anche nella sua raccolta Kolekcija hitova («Raccolta di successi»), uscita nel 1999, dopo il grande successo del secondo album Ritam srca, e circolata anche in Italia, la quale, oltre all'intero lavoro del 1995 - tranne il remix Rudi (Se budi) - comprende anche altri brani sciolti della cantante, cantati sia in serbo che in inglese, tra cui How Good Not to Love (singolo del 1986), Prove to Love, Super Boy, Inšalah e le versioni originali di Rudi e Brazil - oltre al remix di quest'ultima, Brazil (Bum bum bum, je je je).

## Discografia

### Album
- 1983 - Ruže i krv  [1º album - inediti di studio]
- 1995 - Ritam srca   [2º album - inediti di studio - con i remix di Brazil e Rudi, intitolati, rispettivamente, Brazil (Bum bum bum, je je je) e Rudi (Se budi)]
- 2002 - Ljuta sam   [3º album - inediti di studio]
- 2006 - Čovek rado izvan sebe živi / It's a Man's, Man's, Man's World  [4º album - cover di studio]

### Raccolte
- 1999 - Kolekcija hitova  [contiene 8 su 9 brani dal 2º album, Ritam srca - escluso il remix Rudi (Se budi) - e altri 8 successi, tra cui Mustafa, Inšalah, How Good Not to Love, Baby Love e le versioni originali di Rudi e Brazil - oltre al remix di quest'ultima, Brazil (Bum bum bum, je je je), del 1995, già inclusa in Ritam srca]

### Singoli
- 1980 - Mustafa / Ne planeti uzdaha  [doppio lato A - Mustafa eletto «Singolo dell'anno 1980» nell'allora Iugoslavia unita]
- 1983 - Rudi
- 1986 - How Good Not to Love

### Altri brani famosi
- 1983 - Ruže i krv
- 1983 - Lapis lazzuli
- 1986 - Inšalah
- 1987 - Zrno nežnosti
- 1988 - Zatvori mama prozore
- 1988 - Slatke suze ljubavi
- 1989 - Kad sreća odlazi
- 1990 - canzone al 10º posto al MESAM - ?
- 1991 - Brazil
- 1995 - Pokloni se  [cover in serbo di Take a Bow di Madonna]
- 1995 - Brazil (Bum bum bum, je je je)  [remix di Brazil]
- 1995 - Iznad duge  [cover in serbo di Over the Rainbow]
- 1995 - ...Da pričamo (O ljubavi)
- 1995 - Hajde da...
- 1995 - Rudi (Se budi)
- 2002 - Krv, sreća, suze i znoj
- 2002 - Smejem se
- 2003 - Tvrdoglava
- 2006 - Help!  [cover del brano dei Beatles]
- 2006 - Papa's Got a Brand New Bag
- 2006 - Moon River
- 2006 - Lush Life